# Японсько-українські системи транскрипції та транслітерації
Японська писемність
Ієрогліфи 漢字
Абетка 仮名
- Хіраґана 平仮名
- Катакана 片仮名
- Манйоґана 万葉仮名
- Хентайґана 変体仮名
- Джіндай моджі

Використання
- Фуріґана 振り仮名
- Окуріґана 送り仮名

Латиниця

Українська кирилиця
У статті подано відомі японсько-українські системи транскрипції та транслітерації: Діброви-Одинця (1944), Федоришина (1994), Бондаренка (1999), Накадзави (2009), Рубеля (2009) та Коваленка (2012), а також ухвала методичного семінару викладачів-японістів Інституту філології Київського університету Шевченка (2011).
Станом на 2022 рік в українських навчальних закладах (Київський національний лінгвістичний університет тощо) використовується система, створена Накадзавою Хідехіко.

## Історія
Тривалий час для транскрипції японських слів засобами української мови опиралися на російську систему транскрипції Євгенія Поліванова (створена у 1917, опублікована в 1930 році). Проте питання використання цієї системи для транскрипції українською мовою є дискусійним, оскільки система Поліванова побудована на основі правил російськомовної фонетики і не цілком точно відтворює звучання деяких японських складів. На думку деяких мовознавців, українська мова посідає проміжне становище щодо можливостей передачі японських приголосних (особливо м'яких) між системами Гепберна та Поліванова.

## Перелік українських систем

### Діброва-Одинець (1944)
Система транслітерації, використана Анатолієм Дібровою та Василем Одинцем для укладення першого «Українсько-ніппонського словника», виданного 1944 року. Розроблена українськими емігрантами з Зеленого Клину в часи Другої світової війни за допомоги японських науковців. Через відсутність української японознавчої школи та ізоляцію українських емігрантів від українського науково-культурного життя в УРСР не прижилася в українських наукових колах.
| あ / ア а   | い / イ і   | う / ウ у   | え / エ е   | お / オ о   |                 |                 |                  |
| か / カ ка  | き / キ кі  | く / ク ку  | け / ケ ке  | こ / コ ко  | きゃ / キャ кя  | きゅ / キュ кю  | きょ / キョ кьо  |
| さ / サ са  | し / シ ші  | す / ス су  | せ / セ се  | そ / ソ со  | しゃ / シャ шя  | しゅ / シュ шю  | しょ / ショ шо   |
| た / タ та  | ち / チ чі  | つ / ツ цу  | て / テ те  | と / ト то  | ちゃ / チャ чя  | ちゅ / チュ чю  | ちょ / チョ чо   |
| な / ナ на  | に / ニ ні  | ぬ / ヌ ну  | ね / ネ не  | の / ノ но  | にゃ / ニャ ня  | にゅ / ニュ ню  | にょ / ニョ ньо  |
| は / ハ ха  | ひ / ヒ хі  | ふ / フ фу  | へ / ヘ хе  | ほ / ホ хо  | ひゃ / ヒャ хя  | ひゅ / ヒュ хю  | ひょ / ヒョ хьо  |
| ま / マ ма  | み / ミ мі  | む / ム му  | め / メ ме  | も / モ мо  | みゃ / ミャ мя  | みゅ / ミュ мю  | みょ / ミョ мьо  |
| や / ヤ я   |             | ゆ / ユ ю   |             | よ / ヨ йо  |                 |                 |                  |
| ら / ラ ра  | り / リ рі  | る / ル ру  | れ / レ ре  | ろ / ロ ро  | りゃ / リャ ря  | りゅ / リュ рю  | りょ / リョ рьо  |
| わ / ワ ва  |             |             |             | を / ヲ о   |                 |                 |                  |
| ん / ン н   |             |             |             |             |                 |                 |                  |
|             |             |             |             |             |                 |                 |                  |
| が / ガ ґа  | ぎ / ギ ґі  | ぐ / グ ґу  | げ / ゲ ґе  | ご / ゴ ґо  | ぎゃ / ギャ ґя  | ぎゅ / ギュ ґю  | ぎょ / ギョ ґьо  |
| ざ / ザ дза | じ / ジ дзі | ず / ズ дзу | ぜ / ゼ дзе | ぞ / ゾ дзо | じゃ / ジャ дзя | じゅ / ジュ дзю | じょ / ジョ дзьо |
| だ / ダ да  | ぢ / ヂ дзі | づ / ヅ дзу | で / デ де  | ど / ド до  | ぢゃ / ヂャ дзя | ぢゅ / ヂュ дзю | ぢょ / ヂョ дзьо |
| ば / バ ба  | び / ビ бі  | ぶ / ブ бу  | べ / ベ бе  | ぼ / ボ бо  | びゃ / ビャ бя  | びゅ / ビュ бю  | びょ / ビョ бьо  |
| ぱ / パ па  | ぴ / ピ пі  | ぷ / プ пу  | ぺ / ペ пе  | ぽ / ポ по  | ぴゃ / ピャ пя  | ぴゅ / ピュ пю  | ぴょ / ピョ пьо  |

Зауваження:
- Довгота японських голосних позначається подвоєнням голосної (оо, уу).

蝶 чоо (метелик)
新潟 нііґата (місто Ніїґата)
- Японські дифтонги /ai, ii, ui, ei, oi/ записуються однаково українськими аі, іі, уі, еі, оі.

小さい чіісаі (маленький)
大きい оокіі (великий)
先生 сенсеі (вчитель)
- Збіг японських голосних /a.i, i.i, u.i, e.i, o.i/ не передбачено.
- Довгі приголосні записуються подвоєнням відповідних українських приголосних.

抹茶 маччя (маччя, зелений порошковий чай)
- Японські м'які шиплячі приголосні [ɕ, d͡ʑ, t͡ɕ] записуються українськими напівпом'якшеними шиплячими приголосними ш, дж, ч.

### Федоришин (1994)
Система транскрипції за Мироном Федоришиним (1994) для української мови. Розроблена на основі системи Поліванова. Обмежено вживається в публікаціях Львівської політехніки, Інституту сходознавства НАНУ тощо. Головною особливістю є переважання фонематичного принципу над фонетичним; зокрема, наскрізна передача відмінних звуків [t͡ɕ] i [t͡s], що належать до фонеми /ts/, українським «ц»; передача відмінних звуків [ɕ] i [s], що належать до фонеми /s/, українським «с». Втім, при передачі фонеми /h/ у сполученні з /u/ використовується фонетичний принцип замість фонематичного; вона записується як «ф».
| あ / ア а   | い / イ і   | う / ウ у   | え / エ е   | お / オ о   |                 |                 |                  |
| か / カ ка  | き / キ кі  | く / ク ку  | け / ケ ке  | こ / コ ко  | きゃ / キャ кя  | きゅ / キュ кю  | きょ / キョ кьо  |
| さ / サ са  | し / シ сі  | す / ス су  | せ / セ се  | そ / ソ со  | しゃ / シャ ся  | しゅ / シュ сю  | しょ / ショ сьо  |
| た / タ та  | ち / チ ці  | つ / ツ цу  | て / テ те  | と / ト то  | ちゃ / チャ ця  | ちゅ / チュ цю  | ちょ / チョ цьо  |
| な / ナ на  | に / ニ ні  | ぬ / ヌ ну  | ね / ネ не  | の / ノ но  | にゃ / ニャ ня  | にゅ / ニュ ню  | にょ / ニョ ньо  |
| は / ハ ха  | ひ / ヒ хі  | ふ / フ фу  | へ / ヘ хе  | ほ / ホ хо  | ひゃ / ヒャ хя  | ひゅ / ヒュ хю  | ひょ / ヒョ хьо  |
| ま / マ ма  | み / ミ мі  | む / ム му  | め / メ ме  | も / モ мо  | みゃ / ミャ мя  | みゅ / ミュ мю  | みょ / ミョ мьо  |
| や / ヤ я   |             | ゆ / ユ ю   |             | よ / ヨ йо  |                 |                 |                  |
| ら / ラ ра  | り / リ рі  | る / ル ру  | れ / レ ре  | ろ / ロ ро  | りゃ / リャ ря  | りゅ / リュ рю  | りょ / リョ рьо  |
| わ / ワ ва  |             |             |             | を / ヲ о   |                 |                 |                  |
| ん / ン н   |             |             |             |             |                 |                 |                  |
|             |             |             |             |             |                 |                 |                  |
| が / ガ ґа  | ぎ / ギ ґі  | ぐ / グ ґу  | げ / ゲ ґе  | ご / ゴ ґо  | ぎゃ / ギャ ґя  | ぎゅ / ギュ ґю  | ぎょ / ギョ ґьо  |
| ざ / ザ дза | じ / ジ дзі | ず / ズ дзу | ぜ / ゼ дзе | ぞ / ゾ дзо | じゃ / ジャ дзя | じゅ / ジュ дзю | じょ / ジョ дзьо |
| だ / ダ да  | ぢ / ヂ дзі | づ / ヅ дзу | で / デ де  | ど / ド до  | ぢゃ / ヂャ дзя | ぢゅ / ヂュ дзю | ぢょ / ヂョ дзьо |
| ば / バ ба  | び / ビ бі  | ぶ / ブ бу  | べ / ベ бе  | ぼ / ボ бо  | びゃ / ビャ бя  | びゅ / ビュ бю  | びょ / ビョ бьо  |
| ぱ / パ па  | ぴ / ピ пі  | ぷ / プ пу  | ぺ / ペ пе  | ぽ / ポ по  | ぴゃ / ピャ пя  | ぴゅ / ピュ пю  | ぴょ / ピョ пьо  |

Зауваження:
- Довгота японських голосних позначається у спеціальній й навчальній літературі двокрапкою (о:, у:), за системою Поліванова.

蝶 цьо: (метелик)
新潟 ні:ґата (місто Ніїґата)
- Японські дифтонги /ai, ii, ui, ei, oi/ записуються однаково українськими ай, ій, уй, ей, ой. Якщо /i/ записується одним окремим ієрогліфом, то /i/ позначається як ї.

小さい ціісай (маленький)
大きい о: кій (великий)
福井 фукуї (місто Фукуй)
- Сполучення /ei/, що може вимовлятися як довге e [e:] або дифтонг ей [ei̯] передається уніфіковано — ей.

先生 сенсей (вчитель)
- Збіг японських голосних /a.i, i.i, u.i, e.i, o.i/ не передбачено. На практиці вживається аі (аї), іі, уі, еі, оі.
- Глухі (редуковані) голосні /i, u/ не передбачені.
- Голосна /е/ після голосного /i/ (сполучення /ie/) та перед апострофом записується як е всупереч правилам українського правопису.

家 іеясу (Ієясу, ім'я)
善右衛門 дзенемон (Дзен'ємон, ім'я)
- Довгі приголосні записуються подвоєнням відповідних українських приголосних.

抹茶 мацця (маччя, зелений порошковий чай)
- Японські м'які шиплячі приголосні [ɕ, d͡ʑ, t͡ɕ] записуються українськими м'якими свистячими приголосними с, дз, т.
- Приголосний /ɴ/ записуємо як м перед /m, b, p/; перед іншими приголосними — як н; перед голосними — н з апострофом

群馬　Ґумма.
安倍晋三　Абе Сіндзо̄.
星新一　Хосі Сін'іці.

### Бондаренко (1999)
Система транскрипції за Іваном Бондаренком (1999) для української мови. Розроблена на основі російської системи Поліванова. Використовувалася з кінця 1990-х років; до 2014 року — в авторських виданнях і публікаціях Київського національного університету імені Тараса Шевченка.
| あ / ア а   | い / イ і   | う / ウ у   | え / エ е   | お / オ о   |                 |                 |                  |
| か / カ ка  | き / キ кі  | く / ク ку  | け / ケ ке  | こ / コ ко  | きゃ / キャ кя  | きゅ / キュ кю  | きょ / キョ кьо  |
| さ / サ са  | し / シ сі  | す / ス су  | せ / セ се  | そ / ソ со  | しゃ / シャ ся  | しゅ / シュ сю  | しょ / ショ сьо  |
| た / タ та  | ち / チ ті  | つ / ツ цу  | て / テ те  | と / ト то  | ちゃ / チャ тя  | ちゅ / チュ тю  | ちょ / チョ тьо  |
| な / ナ на  | に / ニ ні  | ぬ / ヌ ну  | ね / ネ не  | の / ノ но  | にゃ / ニャ ня  | にゅ / ニュ ню  | にょ / ニョ ньо  |
| は / ハ ха  | ひ / ヒ хі  | ふ / フ фу  | へ / ヘ хе  | ほ / ホ хо  | ひゃ / ヒャ хя  | ひゅ / ヒュ хю  | ひょ / ヒョ хьо  |
| ま / マ ма  | み / ミ мі  | む / ム му  | め / メ ме  | も / モ мо  | みゃ / ミャ мя  | みゅ / ミュ мю  | みょ / ミョ мьо  |
| や / ヤ я   |             | ゆ / ユ ю   |             | よ / ヨ йо  |                 |                 |                  |
| ら / ラ ра  | り / リ рі  | る / ル ру  | れ / レ ре  | ろ / ロ ро  | りゃ / リャ ря  | りゅ / リュ рю  | りょ / リョ рьо  |
| わ / ワ ва  |             |             |             | を / ヲ о   |                 |                 |                  |
| ん / ン н   |             |             |             |             |                 |                 |                  |
|             |             |             |             |             |                 |                 |                  |
| が / ガ ґа  | ぎ / ギ ґі  | ぐ / グ ґу  | げ / ゲ ґе  | ご / ゴ ґо  | ぎゃ / ギャ ґя  | ぎゅ / ギュ ґю  | ぎょ / ギョ ґьо  |
| ざ / ザ дза | じ / ジ дзі | ず / ズ дзу | ぜ / ゼ дзе | ぞ / ゾ дзо | じゃ / ジャ дзя | じゅ / ジュ дзю | じょ / ジョ дзьо |
| だ / ダ да  | ぢ / ヂ дзі | づ / ヅ дзу | で / デ де  | ど / ド до  | ぢゃ / ヂャ дзя | ぢゅ / ヂュ дзю | ぢょ / ヂョ дзьо |
| ば / バ ба  | び / ビ бі  | ぶ / ブ бу  | べ / ベ бе  | ぼ / ボ бо  | びゃ / ビャ бя  | びゅ / ビュ бю  | びょ / ビョ бьо  |
| ぱ / パ па  | ぴ / ピ пі  | ぷ / プ пу  | ぺ / ペ пе  | ぽ / ポ по  | ぴゃ / ピャ пя  | ぴゅ / ピュ пю  | ぴょ / ピョ пьо  |

Зауваження:
- Довгота голосних позначається двокрапкою (о:, у:). Довге i — подвоєння.

蝶 тьо: (метелик)
新潟 ні:ґата/нііґата (місто Ніїґата)
- Дифтонги /ai, ii, ui, ei, oi/ записуються ай, ій, уй, ей, ой;

小さい тіісай (маленький)
追加 цуйка (доповнення)
先生 сенсей (вчитель)
- Збіг японських голосних /a.i, i.i, u.i, e.i, o.i/ не передбачено. На практиці вживається аі (аї), іі, уі, еі, оі.

福井 фукуі (місто Фукуй)
- Редуковані /i, u/ зберігаються, записуються як і, у.
- Довгі приголосні записуються подвоєнням.

抹茶 маття (маччя, зелений порошковий чай)
- Шиплячі приголосні /ɕ, d͡ʑ, t͡ɕ/ передаємо як с, дз, т.
- Приголосний /ɴ/ пишемо як м перед /m, b, p/; перед голосними — н'; решта — як н;

群馬　Ґумма.
安倍晋三　Абе Сіндзо̄.
星新一　Хосі Сін'іті.
- Правила правопису (сполучення /ie/, правило дев'ятки тощо) ігноруються.

2007 року М. Івахненко та А. Шпігунов запропонували внеси корективи у систему і записувати шиплячі звуки інакше:
- し — ші
- しゃ — шя
- しゅ — шю
- しょ — шьо
- じ — джі
- じゃ — джя
- じゅ — джю
- じょ — джьо
- ち — чі
- ちゃ — чя
- ちゅ — чю
- ちょ — чьо

### Система Ґоджюон (2011)
У березні 2011 року на засіданні методичного семінару колективом викладачів-японістів кафедри китайської, корейської та японської філології Інституту філології Київського національного університету імені Тараса Шевченка, де головував Бондаренко, була прийнята «система Ґоджюон» з урахуванням пропозиції Івахненка-Шпігунова. Її надруковано у вигляді таблиці 900×600 мм накладом 50 примірників для розповсюдження у вищих навчальних закладах України, у яких вивчають японську мову. Також її було використано у ролі практичної транскрипції при створенні «Японсько-українського словника» колективу цієї ж кафедри (2012).
| あ / ア а   | い / イ і   | う / ウ у   | え / エ е   | お / オ о   |                 |                 |                  |
| か / カ ка  | き / キ кі  | く / ク ку  | け / ケ ке  | こ / コ ко  | きゃ / キャ кя  | きゅ / キュ кю  | きょ / キョ кьо  |
| さ / サ са  | し / シ ші  | す / ス су  | せ / セ се  | そ / ソ со  | しゃ / シャ шя  | しゅ / シュ шю  | しょ / ショ шьо  |
| た / タ та  | ち / チ чі  | つ / ツ цу  | て / テ те  | と / ト то  | ちゃ / チャ чя  | ちゅ / チュ чю  | ちょ / チョ чьо  |
| な / ナ на  | に / ニ ні  | ぬ / ヌ ну  | ね / ネ не  | の / ノ но  | にゃ / ニャ ня  | にゅ / ニュ ню  | にょ / ニョ ньо  |
| は / ハ ха  | ひ / ヒ хі  | ふ / フ фу  | へ / ヘ хе  | ほ / ホ хо  | ひゃ / ヒャ хя  | ひゅ / ヒュ хю  | ひょ / ヒョ хьо  |
| ま / マ ма  | み / ミ мі  | む / ム му  | め / メ ме  | も / モ мо  | みゃ / ミャ мя  | みゅ / ミュ мю  | みょ / ミョ мьо  |
| や / ヤ я   |             | ゆ / ユ ю   |             | よ / ヨ йо  |                 |                 |                  |
| ら / ラ ра  | り / リ рі  | る / ル ру  | れ / レ ре  | ろ / ロ ро  | りゃ / リャ ря  | りゅ / リュ рю  | りょ / リョ рьо  |
| わ / ワ ва  |             |             |             | を / ヲ о   |                 |                 |                  |
| ん / ン н   |             |             |             |             |                 |                 |                  |
|             |             |             |             |             |                 |                 |                  |
| が / ガ ґа  | ぎ / ギ ґі  | ぐ / グ ґу  | げ / ゲ ґе  | ご / ゴ ґо  | ぎゃ / ギャ ґя  | ぎゅ / ギュ ґю  | ぎょ / ギョ ґьо  |
| ざ / ザ дза | じ / ジ джі | ず / ズ дзу | ぜ / ゼ дзе | ぞ / ゾ дзо | じゃ / ジャ джя | じゅ / ジュ джю | じょ / ジョ джьо |
| だ / ダ да  | ぢ / ヂ джі | づ / ヅ дзу | で / デ де  | ど / ド до  | ぢゃ / ヂャ джя | ぢゅ / ヂュ джю | ぢょ / ヂョ джьо |
| ば / バ ба  | び / ビ бі  | ぶ / ブ бу  | べ / ベ бе  | ぼ / ボ бо  | びゃ / ビャ бя  | びゅ / ビュ бю  | びょ / ビョ бьо  |
| ぱ / パ па  | ぴ / ピ пі  | ぷ / プ пу  | ぺ / ペ пе  | ぽ / ポ по  | ぴゃ / ピャ пя  | ぴゅ / ピュ пю  | ぴょ / ピョ пьо  |

Після досліджень Івахненка та Шпігунова (2008), Комарницької та Комісарова (2012) та Коваленка (2012), Іван Бондаренко вніс правки у свою систему щодо передачі шиплячих приголосних. Нові праці Бондаренка (наприклад: Мацуо Башьо. Стежками півночі (Оку-но хосомічі), 2014) видавалися за оновленою системою.

### Накадзава (2009)
Система транслітерації Накадзави Хідехіко (березень 2009) для української мови. Створена на основі синтезу систем Поліванова та Гепберна. Використовується в японській навчальній літературі.
| あ / ア а   | い / イ і   | う / ウ у   | え / エ е   | お / オ о   |                 |                 |                  |
| か / カ ка  | き / キ кі  | く / ク ку  | け / ケ ке  | こ / コ ко  | きゃ / キャ кя  | きゅ / キュ кю  | きょ / キョ кьо  |
| さ / サ са  | し / シ ші  | す / ス су  | せ / セ се  | そ / ソ со  | しゃ / シャ шя  | しゅ / シュ шю  | しょ / ショ шьо  |
| た / タ та  | ち / チ чі  | つ / ツ цу  | て / テ те  | と / ト то  | ちゃ / チャ чя  | ちゅ / チュ чю  | ちょ / チョ чьо  |
| な / ナ на  | に / ニ ні  | ぬ / ヌ ну  | ね / ネ не  | の / ノ но  | にゃ / ニャ ня  | にゅ / ニュ ню  | にょ / ニョ ньо  |
| は / ハ ха  | ひ / ヒ хі  | ふ / フ фу  | へ / ヘ хе  | ほ / ホ хо  | ひゃ / ヒャ хя  | ひゅ / ヒュ хю  | ひょ / ヒョ хьо  |
| ま / マ ма  | み / ミ мі  | む / ム му  | め / メ ме  | も / モ мо  | みゃ / ミャ мя  | みゅ / ミュ мю  | みょ / ミョ мьо  |
| や / ヤ я   |             | ゆ / ユ ю   |             | よ / ヨ йо  |                 |                 |                  |
| ら / ラ ра  | り / リ рі  | る / ル ру  | れ / レ ре  | ろ / ロ ро  | りゃ / リャ ря  | りゅ / リュ рю  | りょ / リョ рьо  |
| わ / ワ ва  |             |             |             | を / ヲ о   |                 |                 |                  |
| ん / ン н   |             |             |             |             |                 |                 |                  |
|             |             |             |             |             |                 |                 |                  |
| が / ガ ґа  | ぎ / ギ ґі  | ぐ / グ ґу  | げ / ゲ ґе  | ご / ゴ ґо  | ぎゃ / ギャ ґя  | ぎゅ / ギュ ґю  | ぎょ / ギョ ґьо  |
| ざ / ザ дза | じ / ジ дзі | ず / ズ дзу | ぜ / ゼ дзе | ぞ / ゾ дзо | じゃ / ジャ дзя | じゅ / ジュ дзю | じょ / ジョ дзьо |
| だ / ダ да  | ぢ / ヂ дзі | づ / ヅ дзу | で / デ де  | ど / ド до  | ぢゃ / ヂャ дзя | ぢゅ / ヂュ дзю | ぢょ / ヂョ дзьо |
| ば / バ ба  | び / ビ бі  | ぶ / ブ бу  | べ / ベ бе  | ぼ / ボ бо  | びゃ / ビャ бя  | びゅ / ビュ бю  | びょ / ビョ бьо  |
| ぱ / パ па  | ぴ / ピ пі  | ぷ / プ пу  | ぺ / ペ пе  | ぽ / ポ по  | ぴゃ / ピャ пя  | ぴゅ / ピュ пю  | ぴょ / ピョ пьо  |

| - Довгота японських голосних позначається при потребі подвоєнням голосної (оо, уу). 蝶 чьоо (метелик) 2) Дифтонги あい /ai/, えい /ei/, おい /oi/ записуються як ай, ей, ой: 愛子 Айко 栄一 Ейічі 3) Подвоєння приголосного звуку записується подвоєнням літери: 札幌 Саппоро 北海道 Хоккайдо | 4)Перед я, і, ю, є ставиться апостроф, якщо вони стоять перед ん /ɴ/: 純一 Дзюн'ічі 真一 Шін'ічі 5) Перед б, п, м знак ん /ɴ/ записується як м: 本間 Хомма 6) Узвичаєні японські слова записуються без змін 東京 Токіо (а не Токьо) 横浜 Йокогама (а не Йокохама) |

### Рубель (2009)
Система транскрипції за Вадимом Рубелем (листопад 2009) для української мови. Розроблена на основі порівняння систем Поліванова та Гепберна. Використовується в публікаціях Київського національного університету імені Тараса Шевченка, Інституту сходознавства НАНУ, японознавчій літературі тощо.
| あ / ア а   | い / イ і   | う / ウ у   | え / エ е   | お / オ о   |                 |                 |                  |
| か / カ ка  | き / キ кі  | く / ク ку  | け / ケ ке  | こ / コ ко  | きゃ / キャ кя  | きゅ / キュ кю  | きょ / キョ кьо  |
| さ / サ са  | し / シ ші  | す / ス су  | せ / セ се  | そ / ソ со  | しゃ / シャ шя  | しゅ / シュ шю  | しょ / ショ шьо  |
| た / タ та  | ち / チ чі  | つ / ツ цу  | て / テ те  | と / ト то  | ちゃ / チャ чя  | ちゅ / チュ чу  | ちょ / チョ чо   |
| な / ナ на  | に / ニ ні  | ぬ / ヌ ну  | ね / ネ не  | の / ノ но  | にゃ / ニャ ня  | にゅ / ニュ ню  | にょ / ニョ ньо  |
| は / ハ ха  | ひ / ヒ хі  | ふ / フ фу  | へ / ヘ хе  | ほ / ホ хо  | ひゃ / ヒャ хя  | ひゅ / ヒュ хю  | ひょ / ヒョ хьо  |
| ま / マ ма  | み / ミ мі  | む / ム му  | め / メ ме  | も / モ мо  | みゃ / ミャ мя  | みゅ / ミュ мю  | みょ / ミョ мьо  |
| や / ヤ я   |             | ゆ / ユ ю   |             | よ / ヨ йо  |                 |                 |                  |
| ら / ラ ра  | り / リ рі  | る / ル ру  | れ / レ ре  | ろ / ロ ро  | りゃ / リャ ря  | りゅ / リュ рю  | りょ / リョ рьо  |
| わ / ワ ва  |             |             |             | を / ヲ о   |                 |                 |                  |
| ん / ン н   |             |             |             |             |                 |                 |                  |
|             |             |             |             |             |                 |                 |                  |
| が / ガ ґа  | ぎ / ギ ґі  | ぐ / グ ґу  | げ / ゲ ґе  | ご / ゴ ґо  | ぎゃ / ギャ ґя  | ぎゅ / ギュ ґю  | ぎょ / ギョ ґьо  |
| ざ / ザ дза | じ / ジ джі | ず / ズ дзу | ぜ / ゼ дзе | ぞ / ゾ дзо | じゃ / ジャ джя | じゅ / ジュ джю | じょ / ジョ джьо |
| だ / ダ да  | ぢ / ヂ джі | づ / ヅ дзу | で / デ де  | ど / ド до  | ぢゃ / ヂャ джя | ぢゅ / ヂュ джю | ぢょ / ヂョ джьо |
| ば / バ ба  | び / ビ бі  | ぶ / ブ бу  | べ / ベ бе  | ぼ / ボ бо  | びゃ / ビャ бя  | びゅ / ビュ бю  | びょ / ビョ бьо  |
| ぱ / パ па  | ぴ / ピ пі  | ぷ / プ пу  | ぺ / ペ пе  | ぽ / ポ по  | ぴゃ / ピャ пя  | ぴゅ / ピュ пю  | ぴょ / ピョ пьо  |

### Коваленко (2012)
Система японсько-української практичної транскрипції за Олександром Коваленком. (2012). Складена на основі порівняльного аналізу фонематичних та фонетичних систем японської та української мов. На відміну від інших систем спирається на результати досліджень японських мовознавців 2-ї половини XX — початку XXI ст[ангажоване джерело]. Використовується в публікаціях Київського національного університету імені Тараса Шевченка, Інституту сходознавства НАНУ, японознавчій літературі тощо.
| あ / ア а   | い / イ і   | う / ウ у   | え / エ е   | お / オ о   |                 |                 |                  |
| か / カ ка  | き / キ кі  | く / ク ку  | け / ケ ке  | こ / コ ко  | きゃ / キャ кя  | きゅ / キュ кю  | きょ / キョ кьо  |
| さ / サ са  | し / シ ші  | す / ス су  | せ / セ се  | そ / ソ со  | しゃ / シャ шя  | しゅ / シュ шю  | しょ / ショ шьо  |
| た / タ та  | ち / チ чі  | つ / ツ цу  | て / テ те  | と / ト то  | ちゃ / チャ чя  | ちゅ / チュ чю  | ちょ / チョ чьо  |
| な / ナ на  | に / ニ ні  | ぬ / ヌ ну  | ね / ネ не  | の / ノ но  | にゃ / ニャ ня  | にゅ / ニュ ню  | にょ / ニョ ньо  |
| は / ハ ха  | ひ / ヒ хі  | ふ / フ фу  | へ / ヘ хе  | ほ / ホ хо  | ひゃ / ヒャ хя  | ひゅ / ヒュ хю  | ひょ / ヒョ хьо  |
| ま / マ ма  | み / ミ мі  | む / ム му  | め / メ ме  | も / モ мо  | みゃ / ミャ мя  | みゅ / ミュ мю  | みょ / ミョ мьо  |
| や / ヤ я   |             | ゆ / ユ ю   |             | よ / ヨ йо  |                 |                 |                  |
| ら / ラ ра  | り / リ рі  | る / ル ру  | れ / レ ре  | ろ / ロ ро  | りゃ / リャ ря  | りゅ / リュ рю  | りょ / リョ рьо  |
| わ / ワ ва  |             |             |             | を / ヲ о   |                 |                 |                  |
| ん / ン н   |             |             |             |             |                 |                 |                  |
|             |             |             |             |             |                 |                 |                  |
| が / ガ ґа  | ぎ / ギ ґі  | ぐ / グ ґу  | げ / ゲ ґе  | ご / ゴ ґо  | ぎゃ / ギャ ґя  | ぎゅ / ギュ ґю  | ぎょ / ギョ ґьо  |
| ざ / ザ дза | じ / ジ джі | ず / ズ дзу | ぜ / ゼ дзе | ぞ / ゾ дзо | じゃ / ジャ джя | じゅ / ジュ джю | じょ / ジョ джьо |
| だ / ダ да  | ぢ / ヂ джі | づ / ヅ дзу | で / デ де  | ど / ド до  | ぢゃ / ヂャ джя | ぢゅ / ヂュ джю | ぢょ / ヂョ джьо |
| ば / バ ба  | び / ビ бі  | ぶ / ブ бу  | べ / ベ бе  | ぼ / ボ бо  | びゃ / ビャ бя  | びゅ / ビュ бю  | びょ / ビョ бьо  |
| ぱ / パ па  | ぴ / ピ пі  | ぷ / プ пу  | ぺ / ペ пе  | ぽ / ポ по  | ぴゃ / ピャ пя  | ぴゅ / ピュ пю  | ぴょ / ピョ пьо  |

Зауваження:
- Довгота японських голосних позначається у спеціальній й навчальній літературі макроном (о̄, ӯ), за міжнародною традицією. Для уникнення плутанини ī (і з макроном) та ї довге /іː/ позначається подвоєнням, але відповідно до українського правопису записується як ії.

蝶 чьо̄ (метелик)
新潟 ніїґата (місто Ніїґата)
- Японські дифтонги /ai, ii, ui, ei, oi/ ([аi̯], [ui̯], [oi̯]) записуються українськими ай, ій, уй, ей, ой.

小さい чіісай (маленький)
大きい о̄кій (великий)
- Сполучення /ei/, що може вимовлятися як довге e [e:] або дифтонг ей [ei̯], передається уніфіковано — ей.

先生 сенсей (вчитель)
- Збіг японських голосних /a.i, i.i, u.i, e.i, o.i/ ([а.i], [i.i], [u.i], [e.i], [o.i]) позначається українськими аї, ії, уї, еї, ої (ї після голосної вживається відповідно до правил українського правопису).

廿日市　хацукаїчі (місто Хацукаїчі)
- Глухі (редуковані) голосні /i, u/ ([i̥], [u̥]) записуються як і, у, але читаються ненаголошеними.

安芸 акі (Акі, провінція)
飛鳥 асука (Асука, місцевість)
- Голосна /е/ після голосного /i/ (сполучення /ie/) та перед апострофом записується як є відповідно до правил українського правопису.

家 ієясу (Ієясу, ім'я)
善右衛門 дзен'ємон (Дзен'ємон, ім'я)
- Голосна /i/ після голосного та перед апострофом записується як ї відповідно до правил українського правопису.
- Довгі приголосні записуються подвоєнням відповідних українських приголосних.

抹茶 маччя (маччя, зелений порошковий чай)
- Японські м'які шиплячі приголосні записуються [ɕ, d͡ʑ, t͡ɕ] записуються українськими напівпом'якшеними шиплячими приголосними ш, дж, ч.
- Приголосний /ɴ/ записуємо як м перед /m, b, p/; перед іншими приголосними — як н; перед голосними — н з апострофом

群馬　Ґумма /guɴma/.
安倍晋三　Абе Шіндзо̄ /abe siɴzoː/.
星新一　Хоші Шін'їчі /hosi siɴiti/.
- Приголосні /g, z, b/, що позначають основні звуки [g, d͡z, b] та алофони [ŋ, ɣ, z, β], транскрибуєються уніфіковано в усіх позиціях як ґ, дз, б.
- Приголосна /h/ записується як х у сполученнях /ha, hi, he, ho/ ([ha], [çi], [he], [ho]); як ф у сполученні /hu/ ([ɸu]).

白山　Хакусан /hakusaɴ/
富士山 Фуджісан /huzisaɴ/

## Порівняльна таблиця
|                                          | Українські системи     | Українські системи                    | Українські системи | Українські системи           | Українські системи | Українські системи | Українські системи |
| Риса                                     | Діброва-Одинець (1944) | Федоришин (1994)                      | Бондаренко (1997)  | Бондаренко (2011, «Ґоджюон») | Накадзава (2009)   | Рубель (2009)      | Коваленко (2012)   |
| ---------------------------------------- | ---------------------- | ------------------------------------- | ------------------ | ---------------------------- | ------------------ | ------------------ | ------------------ |
| Довгі голосні /oː, uː/                   | оо, уу                 | о:, у: / оо, уу                       | о:, у:             | о:, у:                       | о, у / оо, уу      | о, у               | о̄, ӯ               |
| Довгий голосний /іː/                     | іі                     | і: / іі                               | і: / іі            | і: / іі                      | і / іі             | і / ії             | ії                 |
| Довгий голосний /eː/                     | еі                     | ей                                    | ей                 | ей                           | ей                 | ей                 | ей                 |
| Дифтонги /ai, ii, ui, ei, oi/            | аі, іі, уі, еі, оі     | ай, ій, уй, ей, ой аї, ії, уї, еї, ої | ай, ій, уй, ей, ой | ай, ій, уй, ей, ой           | ай, ій, уй, ей, ой | ай, ій, уй, ей, ой | ай, ій, уй, ей, ой |
| На межі складу /a.i, i.i, u.i, e.i, o.i/ | аі, іі, уі, еі, оі     | —                                     | —                  | —                            | —                  | —                  | аї, ії, уї, еї, ої |
| В кінці слова /ai, ii, ui, ei, oi/       | аі, іі, уі, еі, оі     | ай, ій, уй, ей, ой аї, ії, уї, еї, ої | ай, ій, уй, ей, ой | ай, ій, уй, ей, ой           | ай, ій, уй, ей, ой | аї, ії, уї, еї, ої | ай, ій, уй, ей, ой |
| Глухі голосні /i, u/                     | і, у                   | і, у                                  | і, у               | і, у                         | і, у               | і, у               | і, у               |
| Сполучення /ie/                          | іе                     | іе                                    | іе                 | іе                           | іе                 | іе                 | іє                 |
| Сполучення /juː/                         | юу                     | ю: / юу                               | ю:                 | ю:                           | ю                  | ю                  | ю̄                  |
| Сполучення /ɴi/ んい                     | н'і / н-і              | н'і                                   | н'і                | н'і                          | н'і / н'ї          | н'і                | н'ї                |
| Сполучення /ɴe/ んえ                     | н'е / н-е              | н'е                                   | н'е                | н'е                          | н'е                | н'е                | н'є                |
| Сполучення /ɴm, ɴb, ɴp/                  | мм                     | мм                                    | мм                 | мм                           | мм                 | мм                 | мм                 |
| Довгі приголосні                         | подвоєння              | подвоєння                             | подвоєння          | подвоєння                    | подвоєння          | подвоєння          | подвоєння          |
| っち                                     | ччі                    | цці                                   | тті                | тті                          | ччі                | ччі                | ччі                |
| っつ                                     | ццу                    | тцу / ццу                             | тцу                | тцу                          | ццу                | ццу                | ццу                |
| Велярний [g]                             | ґ                      | ґ                                     | ґ                  | ґ                            | ґ                  | ґ                  | ґ                  |
| Шиплячі [ɕ, d͡ʑ, t͡ɕ]                      | ш, дж, ч               | с, дз, ц                              | с, дз, т           | ш, дж, ч                     | ш, дж, ч           | ш, дж, ч           | ш, дж, ч           |
| し [ɕi]                                  | ші                     | сі                                    | сі                 | ші                           | ші                 | ші                 | ші                 |
| しゃ [ɕa]                                | шя                     | ся                                    | ся                 | шя                           | шя                 | шя                 | шя                 |
| しゅ [ɕu]                                | шю                     | сю                                    | сю                 | шю                           | шю                 | шю                 | шю                 |
| しょ [ɕo]                                | шо                     | сьо                                   | сьо                | шьо                          | шьо                | шьо                | шьо                |
| じ [d͡ʑi]                                 | дзі                    | дзі                                   | дзі                | джі                          | дзі                | джі                | джі                |
| じゃ [d͡ʑa]                               | дзя                    | дзя                                   | дзя                | джя                          | дзя                | джя                | джя                |
| じゅ [d͡ʑu]                               | дзю                    | дзю                                   | дзю                | джю                          | дзю                | джю                | джю                |
| じょ [d͡ʑo]                               | дзьо                   | дзьо                                  | дзьо               | джьо                         | дзьо               | джьо               | джьо               |
| ち [t͡ɕi]                                 | чі                     | ці                                    | ті                 | чі                           | чі                 | чі                 | чі                 |
| ちゃ [t͡ɕa]                               | чя                     | ця                                    | тя                 | чя                           | чя                 | чя                 | чя                 |
| ちゅ [t͡ɕu]                               | чю                     | цю                                    | тю                 | чю                           | чю                 | чу                 | чю                 |
| ちょ [t͡ɕo]                               | чо                     | цьо                                   | тьо                | чьо                          | чьо                | чо                 | чьо                |

## Неузгодженості з правописом
В усіх українських системах нехтуються правила українського правопису (з іншого боку, дослідники питання вказують, що чинний правопис добре пристосований до європейських мов, але не до інших):
- 1) правило дев'ятки (§ 90[21]; в усіх системах допускається порушення правила; у власних і загальних назвах вживаються записи ті, дзі, сі, ці, жі, джі, чі, ші, рі  замість нормативних ти, дзи, си, ци, жи, джи, чи, ши, ри тощо)
神道　шінто  (не шинто)
橘　тачібана (не тачибана)
- 2) правила вживання м'якого знака (§ 17[22]; в усіх системах допускається порушення правила; вживаються записи кьо, ґьо, мьо, хьо, бьо, рьо, шьо тощо)
平等院 бьодо-ін (монастир Бьодо)
兵庫県 хьоґо-кен (префектура Хьоґо)
大名 даймьо (даймьо)
旅館 рьокан (рьокан)
- 3) правила вживання апострофа (§ 91[23], 92[24]; за винятком системи Коваленка усі системи порушують це правило, допускаючи записи н'і, н'е замість нормативних н'ї, н'є)
新一 шін'ічі (замість нормативного Шін'їчі)
- 4) правило йотування голосних (§ 90[21], 91[23]; за винятком системи Коваленка в усіх системах допускається запис іе, іі, еі, аі замість нормативних іє, ії, еї, аї)
家康 іеясу (замість нормативного Ієясу)
廿日市 хацукаічі (замість нормативного Хацукаїчі)
- 5) правило подвоєння приголосних у загальних назвах (§ 89[25]; в усіх системах подвоєння приголосних збережено, хоча у загальних назвах іншомовного походження приголосні звичайно не подвоюються)
切腹 сеппуку (не сепуку)
抹茶 маччя (не мачя)
- 6) правило вживання літери г для позначення [g] і [h] (§ 14, 15[26]; в усіх системах — ґ для [g] і х для [h])
長崎 Наґасакі (не Нагасакі)
名古屋 Наґоя (не Нагоя)
広島 Хірошіма (не Гірошіма)
腹切 харакірі (не гаракірі)
- 7) правило відмінювання іншомовних назв (§ 100[27]; в деяких системах японські назви не відмінюються всупереч нормі)
приїхав до Фукуока (замість нормативного приїхав до Фукуоки)
заколов катана (замість нормативного заколов катаною)

## Таблиця відповідності до романізації Гепберна
У таблиці використано основну таблицю ґоджюон за Бондаренком (Ґоджюон) і Коваленком. Подано у вигляді пласкої таблиці для полегшеного сприйняття. Рекомендується прочитати додаткові коментарі до обраної системи.
| Ромаджі (Гебперн) | Українська (Бондаренко/Коваленко) | Виняток |
| A                 |                                   | |
| a                 | а                                 | |
| B                 |                                   | |
| ba                | ба                                | |
| be                | бе                                | |
| bi                | бі                                | |
| bo                | бо                                | |
| bu                | бу                                | |
| bya               | бя                                | |
| byo               | бьо                               | |
| byu               | бю                                | |
| CH                |                                   | |
| cha               | чя                                | |
| chi               | чі                                | |
| cho               | чьо                               | |
| chu               | чю                                | |
| D                 |                                   | |
| da                | да                                | |
| de                | де                                | |
| do                | до                                | |
| E                 |                                   | |
| e                 | е                                 | є (лише для Коваленка у буквосполученні ie) |
| F                 |                                   | |
| fu                | фу                                | |
| G                 |                                   | |
| ga                | ґа                                | |
| ge                | ґе                                | |
| gi                | ґі                                | |
| go                | ґо                                | |
| gu                | ґу                                | |
| gya               | ґя                                | |
| gyo               | ґьо                               | |
| gyu               | ґю                                | |
| H                 |                                   | |
| ha                | ха                                | |
| he                | хе                                | |
| hi                | хі                                | |
| ho                | хо                                | |
| hya               | хя                                | |
| hyo               | хьо                               | |
| hyu               | хю                                | |
| I                 |                                   | |
| i                 | і                                 | й (у дифтонгах /ai, ii, ui, ei, oi/ та в кінці слова, але не плутайте з межею складу /a.i, i.i, u.i, e.i, o.i/) ї (лише для системи Коваленка у випадку подовженої голосної та на межі складу) |
| J                 |                                   | |
| ja                | джя                               | |
| ji                | джі                               | |
| jo                | джьо                              | |
| ju                | джю                               | |
| K                 |                                   | |
| ka                | ка                                | |
| ke                | ке                                | |
| ki                | кі                                | |
| ko                | ко                                | |
| ku                | ку                                | |
| kya               | кя                                | |
| kyo               | кьо                               | |
| kyu               | кю                                | |
| M                 |                                   | |
| ma                | ма                                | |
| me                | ме                                | |
| mi                | мі                                | |
| mo                | мо                                | |
| mu                | му                                | |
| mya               | мя                                | |
| myo               | мьо                               | |
| myu               | мю                                | |
| N                 |                                   | |
| n                 | н                                 | м (перед b, p, m) |
| na                | на                                | |
| ne                | не                                | |
| ni                | ні                                | |
| no                | но                                | |
| nu                | ну                                | |
| nya               | ня                                | |
| nyo               | ньо                               | |
| nyu               | ню                                | |
| O                 |                                   | |
| o                 | о                                 | |
| P                 |                                   | |
| pa                | па                                | |
| pe                | пе                                | |
| pi                | пі                                | |
| po                | по                                | |
| pu                | пу                                | |
| pya               | пя                                | |
| pyo               | пьо                               | |
| pyu               | пю                                | |
| R                 |                                   | |
| ra                | ра                                | |
| re                | ре                                | |
| ri                | рі                                | |
| ro                | ро                                | |
| ru                | ру                                | |
| rya               | ря                                | |
| ryo               | рьо                               | |
| ryu               | рю                                | |
| S                 |                                   | |
| sa                | са                                | |
| se                | се                                | |
| sha               | шя                                | |
| shi               | ші                                | |
| sho               | шьо                               | |
| shu               | шю                                | |
| so                | со                                | |
| ssha              | шшя                               | |
| sshi              | шші                               | |
| ssho              | шшьо                              | |
| sshu              | шшю                               | |
| su                | су                                | |
| T                 |                                   | |
| ta                | та                                | |
| te                | те                                | |
| to                | то                                | |
| tchi              | ччі                               | |
| tcha              | ччя                               | |
| tchu              | ччю                               | |
| tcho              | ччьо                              | |
| tsu               | цу                                | |
| ttsu              | ццу                               | |
| U                 |                                   | |
| u                 | у                                 | опускається (у подовжених голосних /ou, yuu/) |
| W                 |                                   | |
| wa                | ва                                | |
| wo                | о                                 | |
| Y                 |                                   | |
| ya                | я                                 | |
| yo                | йо                                | |
| yu                | ю                                 | |
| Z                 |                                   | |
| za                | дза                               | |
| ze                | дзе                               | |
| zo                | дзо                               | |
| zu                | дзу                               | |